# Leo Janis Brieditis
Leo Jānis Briedītis, född 14 oktober 1922 i Rugāji i Lettland, död i 24 november 2007 i Uppsala, var en lettisk-svensk konstnär, tecknare och skulptör.
Han var son till fotografen Alexander Janis och Vincentīnas Sokolovsky-Bjurman. Janis studerade vid på Konstakademien i Riga innan han studerade vid Konsthögskolan i Stockholm 1939–1943 samt för Eigil Schwab 1947 och under studieresor till Nederländerna, Tyskland och Frankrike. Han flydde till Sverige 1945. I Stockholm arbetade han som dekoratör och bedrev studier för en fil.kand.-examen vid Uppsala universitet. Separat ställde han ut på Karlskoga konsthall 1948 och genomförde därefter ett flertal separatutställningar på olika platser i landet. Tillsammans med Karlis Veinbergis ställde han ut i Lund 1950 och han medverkade i samlingsutställningar på Liljevalchs konsthall och med Danderyds konstförening. Bland hans offentliga arbeten märk utsmyckningar i Stockholm, Uppsala, Kalmar, Oxelösund, Hallstavik och Sundbyberg. Hans konst består av stilleben, stadsbilder och landskap i en realistisk bildåtergivning samt teckningar. Janis är representerad vid Moderna Museet, Stockholms stadsmuseum. Östersunds museum, Örebro läns museum och hos Odd Fellow i Kiruna. Han är begravd på Uppsala gamla kyrkogård.

## Offentlig konst i urval
- Lekande ringar, rostfritt stål, 1968, Globentorget i Stockholm
- Ätran, fontän i rostfritt stål och med bassäng i röd granit, Badhusparken i Falkenberg
- Vågspel, rostfritt stål, 1971, Hallstavik
- Vågen, fontän i rostfritt stål, Järntorget i Oxelösund
- Ringars spel, Fyrishof i Uppsala
- Nike, Jönköping
- Lågan, 1973, Tuvanparken i Sundbyberg
- Segel, 1990, Elevatorkajen i Kalmar

## Bilder

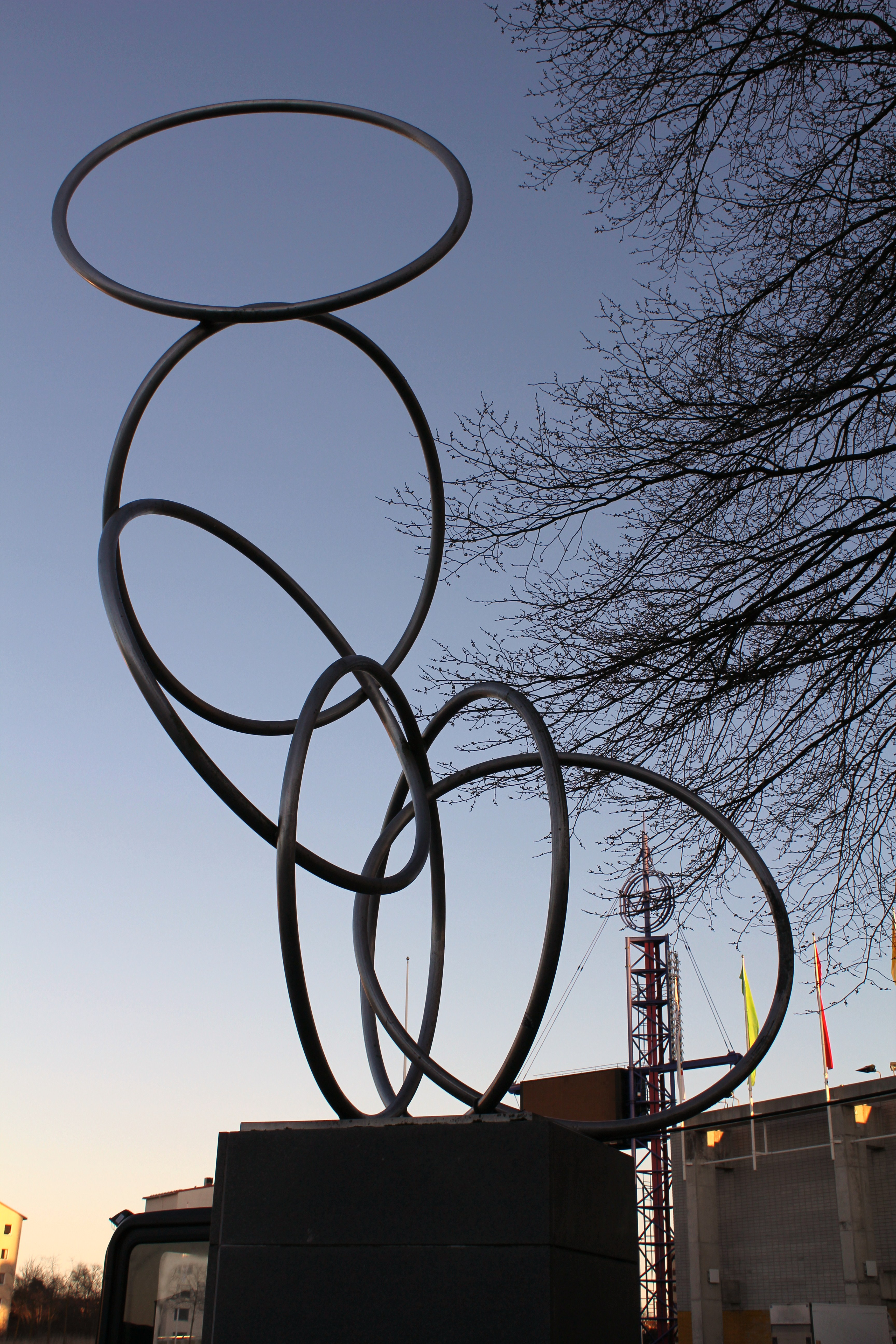
Lekande ringar utanför Johanneshovs isstadion.
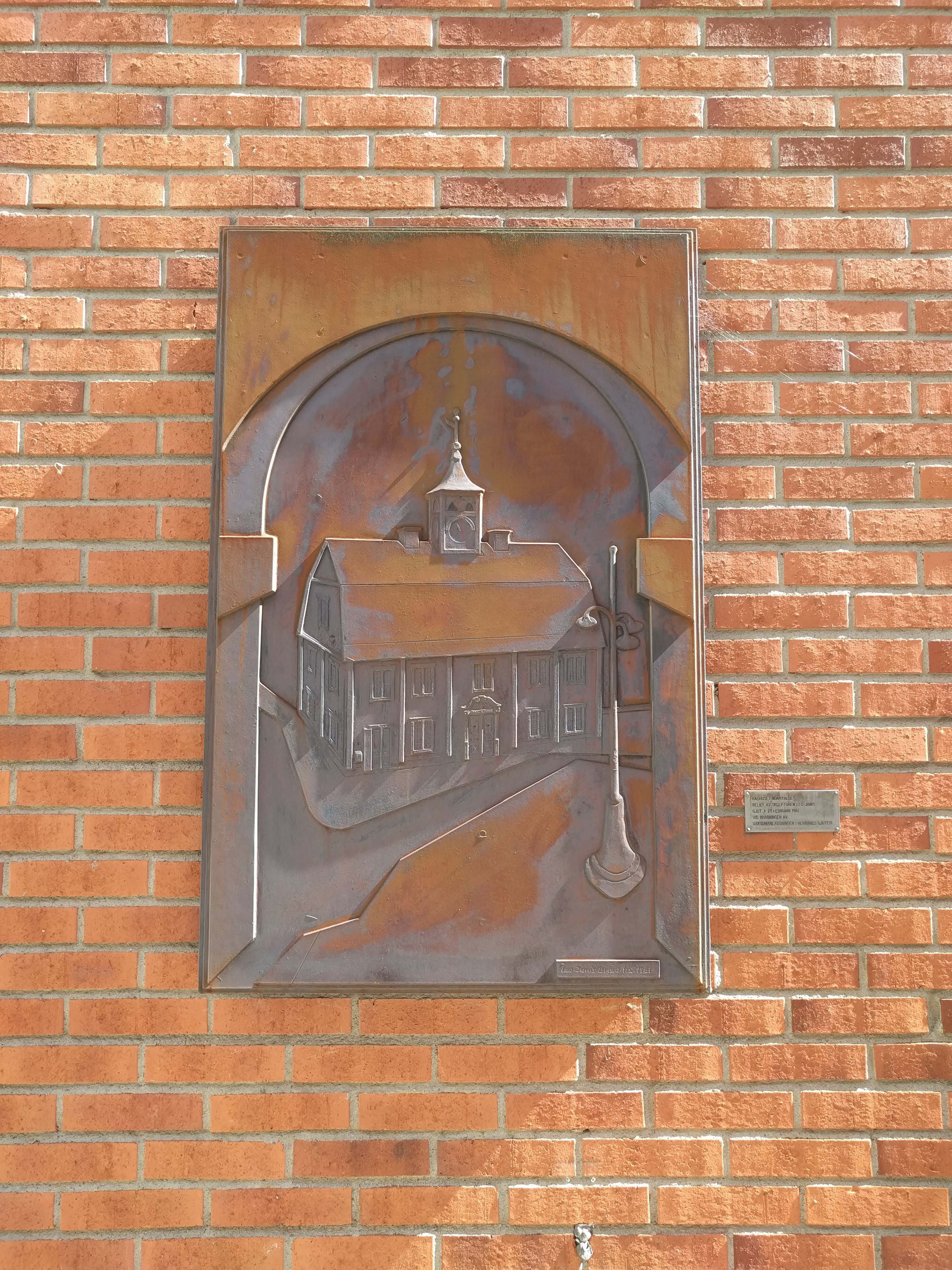
Relief - Rådhuset i Norrtälje
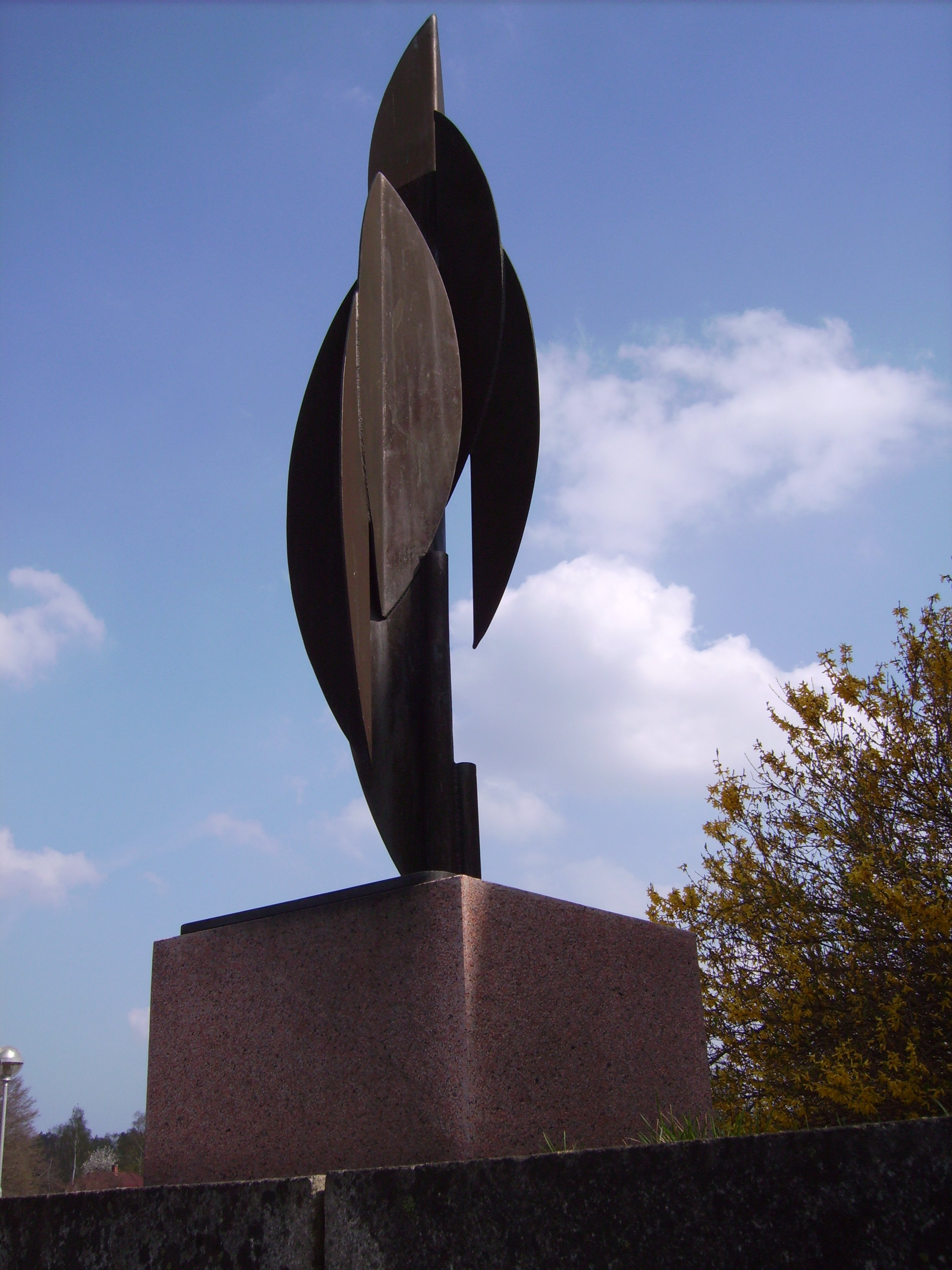
Trädet, Tranås
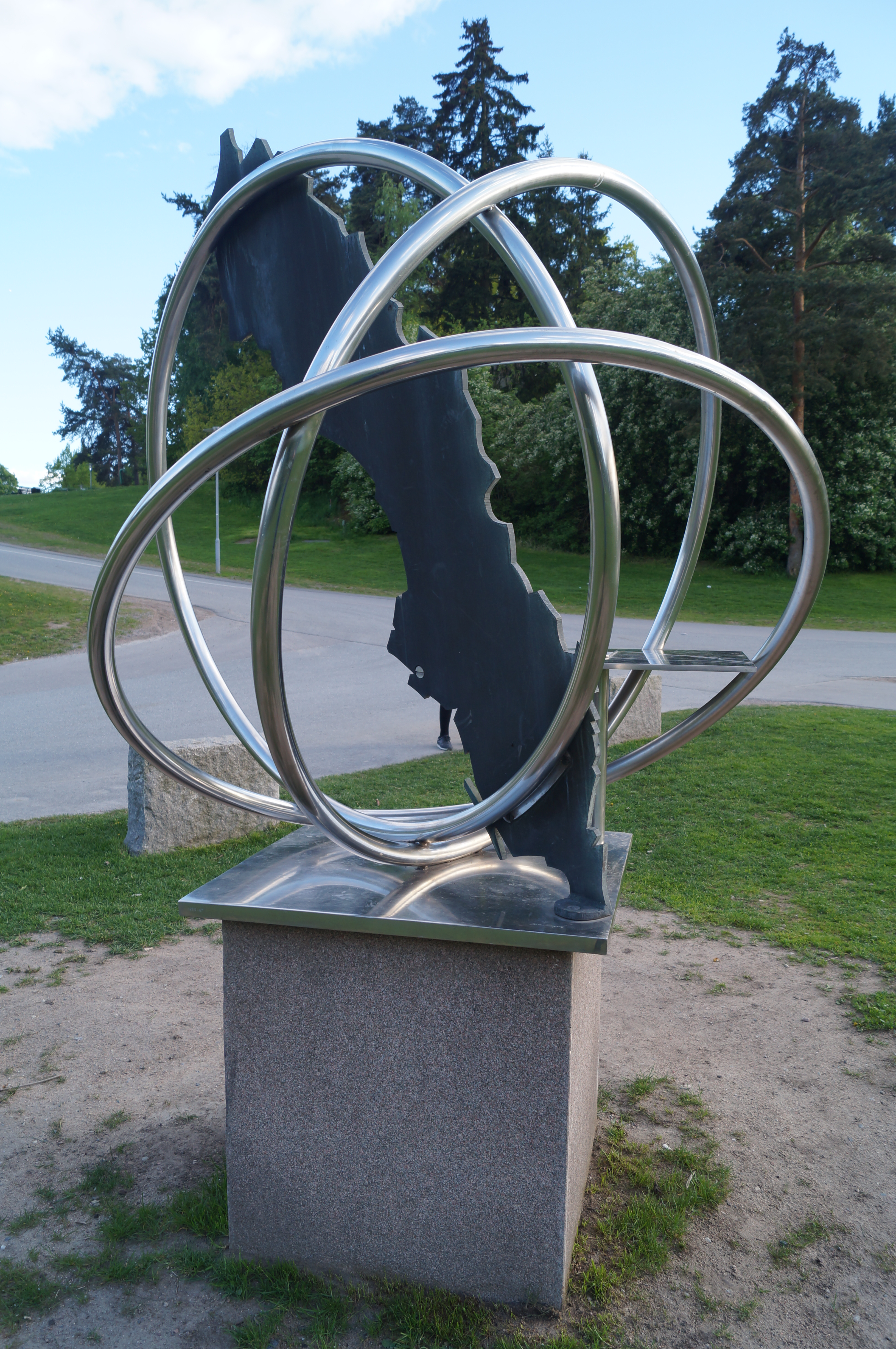
Med karta och kompass, Sundbyberg